# Olof Fagerström
Olof Fagerström, född 6 oktober 1923 i Vimmerby, död 1 mars 1971 i Söderhamn (vid tiden bosatt i Hudiksvall), var en svensk advokat. Han var adoptivson till häradshövding Herbert Fagerström. 
Efter studentexamen i Luleå 1942 blev Fagerström juris kandidat vid Stockholms högskola 1948 och genomförde tingstjänstgöring i Vadsbo domsaga 1948–1950. Han var biträdande jurist vid Advokatfirman Jönköpings juridiska byrå i Stockholm 1950–1954 och innehavare av Norrlands advokatbyrå i Hudiksvall från 1955. Han var ledamot av Sveriges Advokatsamfund från 1954.
Fagerström mördades i samband med de så kallade tingshusmorden, då hemmansägaren Gunnar Bengtsson från Bergvik sköt ihjäl fyra personer under en förberedande förhandling i Sydöstra Hälsinglands tingshus i Söderhamn. Fagerström blev endast 47 år och efterlämnade maka och fyra barn. 